# Vollgestopfter Nestling
Der Vollgestopfte Nestling (Nidularia deformis) ist eine Pilzart aus der Familie der Champignonverwandten. Der Pilz ist in Deutschland der einzige vorkommende Gattungsvertreter.

## Merkmale

### Makroskopische Merkmale
Die 0,5–1 cm breiten, außen cremefarbenen bis hell beige-grauen Fruchtkörper sind mehr oder weniger kugelförmig, wollig flockig und innen glatt, sie reißen bei Reife auf und sind am Ende schüsselförmig mit weiter Öffnung. Darin befinden sich linsenförmige, etwa 1 mm große Sporenpakete. Jene beige-grauen bis braunen Peridiolen sind in eine gallertige Masse eingebettet. Sie sind jedoch entgegen den Teuerlingen nicht mit einem Hyphenstrang (Funiculus) am Grund angeheftet.

### Mikroskopische Merkmale
Die eiförmigen bis elliptischen Sporen sind 6–9 µm lang und 5–6 µm breit.

## Ökologie und Phänologie
Der in Deutschland sehr seltene Nestling wächst als Saprobiont auf am Boden liegenden Ästen und Holzstücken, einschließlich Baumstümpfen und am Boden liegenden Stämmen von Laub- und Nadelbäumen. Er bevorzugt häufig besonnte Stellen wie Waldlichtungen oder Holzlagerplätze.
Die Fruchtkörper erscheinen meist im Oktober und November.

## Bedeutung
Der Vollgestopfte Nestling kommt als Speisepilz nicht in Frage und ist wirtschaftlich unbedeutend.

## Quelle
- German Josef Krieglsteiner (Hrsg.), Andreas Gminder, Wulfard Winterhoff: Die Großpilze Baden-Württembergs. Band 2: Ständerpilze: Leisten-, Keulen-, Korallen- und Stoppelpilze, Bauchpilze, Röhrlings- und Täublingsartige. Ulmer, Stuttgart 2000, ISBN 3-8001-3531-0.